# Theta Normae
Theta Normae (θ Normae) é uma estrela na constelação de Norma. Possui uma magnitude aparente visual de 5,12, portanto pode ser vista a olho nu em boas condições de visualização. De acordo com sua paralaxe medida pela sonda Gaia, está a uma distância de aproximadamente 350 anos-luz (108 parsecs) da Terra.
Theta Normae é uma típica estrela de classe B da sequência principal com um tipo espectral de B8V, sendo considerada um espectro padrão dessa subclasse. Está irradiando 184 vezes a luminosidade solar de sua fotosfera a uma temperatura efetiva de 12 300 K, conferindo à estrela uma coloração azul-branca. Um estudo de 2012 identificou esta estrela como uma binária espectroscópica de linha única, o que significa que foi detectado o espectro da estrela primária apenas. Ela havia sido considerada uma estrela solitária anteriormente.